# シャッター ラビリンス
『シャッター ラビリンス』（原題：Hierro）は、2009年のスペインのスリラー映画。

## あらすじ
シングルマザーのマリアは、休暇で息子を連れてエル・イエロ島を訪れるが、そこで息子が行方不明になってしまう。半年後、マリアは警察から幼い子供の遺体が発見されたという連絡を受ける... 

## スタッフ
- 監督：ゲイブ・イバネス
- 脚本：ハビエル・グヨン
- 製作：アルバロ・アウグスティン、ヘスス・デ・ラ・ベガ
- 製作総指揮：ヘスス・デ・ラ・ベガ、ベレン・アティエンサ
- 音楽：ザカリアス・M・デ・ラ・リバ
- 撮影：アレハンドロ・マルティネス
- 美術：パトリック・サルバドル

## キャスト
- エレナ・アナヤ
- ベア・セグラ
- マール・ソデュープ
- アンドレス・エレーラ
- ミリアム・コレア
- カイエト・トドリゲス